# Oase Dropshotters
Die Oase Dropshotters sind ein deutscher Squashverein aus Braunschweig, der von 1990 bis 1992 in der 1. Squash-Bundesliga spielte.

## Geschichte
Der Oase Dropshotters Squash und Rackets Club wurde am 17. Juni 1981 gegründet. In seiner ersten Saison stellte der Verein zwei Herren- und Damenmannschaften sowie eine Jugendmannschaft. Acht Jahre nach der Gründung des Vereins stiegen die Dropshotters 1989 in die 2. Bundesliga auf, 1990 folgte der Aufstieg in die 1. Bundesliga. Durch einen Sponsorenpool konnte der Verein Profispieler wie Andre Maur, Stuart Hailstone und Andrew Danzey verpflichten. Nach dem Abstieg in die 2. Bundesliga 1992 gerieten die Dropshotters in finanzielle Schwierigkeiten und stiegen 1993 in die Regionalliga ab.
Seit 2008 spielt die 1. Herrenmannschaft des Vereins wieder in der Oberliga Niedersachsen.